# Hamilton Fish
Hamilton Fish (3 de agosto de 1808-7 de septiembre de 1893) fue un político estadounidense que ejerció como Gobernador de Nueva York, Senador de los Estados Unidos y Secretario de Estado de los Estados Unidos.

## Biografía
Fish nació en Greenwich Village, Nueva York, sus padres fueron Nicholas Fish y Elizabeth Stuyvesant (descendiente de Peter Stuyvesant de Nueva Ámsterdam). Sus padres lo llamaron Hamilton en honor a su amigo Alexander Hamilton. Nicholas Fish (1758-1833) fue un político y figura de la Guerra de Independencia de los Estados Unidos. Fish contrajo matrimonio con Julia Kean (descendiente del gobernador de Nueva Jersey William Livingston) en 1836. Tuvieron tres hijos y cinco hijas, además de varios parientes famosos.
Hamilton se graduó de la Universidad de Columbia en 1827, efectuó su práctica con William Beach Lawrence. Ejerció como delegado de escritura del condado de Nueva York entre 1832 y 1833, y fue candidato a la Asamblea del Estado de Nueva York en 1834.

### Carrera política
Como miembro del Partido Whig de los Estados Unidos, Fish fue elegido como miembro de la Cámara de Representantes, derrotando al demócrata John McKeon y ejerciendo entre 1843 y 1845. Tras rechazar la oportunidad de una reelección, regresó a trabajar como abogado. Fue el candidato del partido Whig para la elección de Asistente del Gobernador de Nueva York en 1846, pero fue derrotado por el demócrata Addison Gardiner. Sin embargo, en 1847, luego que Gardiner fuera designado como juez del Tribunal de Apelaciones de Nueva York, Fish fue elegido (noviembre de 1847) para completar el mandato ya iniciado (hasta el 31 de diciembre de 1848).
Fue elegido como Gobernador de Nueva York en 1848, derrotando a John A. Dix y Reuben H. Walworth, su mandato duró desde el 1 de enero de 1849 hasta el 31 de diciembre de 1850.
Fue elegido como miembro del Senado de los Estados Unidos derrotando a Daniel S. Dickinson, comenzó a ejercer su cargo el 4 de marzo de 1851. Allí fue miembro del Comité de Relaciones Exteriores del Senado de los Estados Unidos hasta el término de su mandato el 3 de marzo de 1857. Fue republicano durante el último periodo de su mandato, y conformó una facción moderada antiesclavista. Estuvo en contra de la abrogación del Compromiso de Misuri. Tras el fin de su mandato, viajó junto a su familia a Europa y vivió ahí hasta el inicio de la guerra civil estadounidense, donde participó activamente en una campaña a favor de Abraham Lincoln.
En 1861 y 1862 junto a John A. Dix, William M. Evarts, William E. Dodge, A.T. Stewart, John Jacob Astor, entre otros, cooperó con el gobierno de Nueva York para equipar y reunir tropas, además desembolsó cerca de 1 millón de dólares para la ayuda de voluntarios y sus familias.

### Secretario de Estado
Durante el gobierno de Ulysses S. Grant, Fish ejerció como Secretario de Estado entre el 17 de marzo de 1869 y el 12 de marzo de 1877. Fue el miembro del gabinete de Grant que duró más tiempo en su cargo.
Estuvo a cargo de las negociaciones con Gran Bretaña que resultaron en el Tratado de Washington de 1871, con el cual la exigencia de Alabama y la disputa de San Juan (con respecto a los límites de Oregón) serían resueltas mediante arbitraje. También negoció el tratado de reciprocidad de 1875 con el Reino de Hawái.
En 1871 Fish presidió la conferencia de paz en Washington entre España y las repúblicas aliadas de Perú, Chile, Ecuador y Bolivia, la cual resultó en un alto el fuego entre esos países.
Fish, mientras era secretario de Estado, carecía de empatía por la difícil situación de afroamericanos, y se opuso a la anexión de  Raza latina países.<ref> Calhoun ,  2017, pp. 205–206 Durante la Reconstrucción, Fish era conocido por no simpatizar con la política de Grant para erradicar el Ku Klux Klan, el racismo en los estados del sur y promover la igualdad de los afroamericanos. Fish se quejó de estar aburrido en las reuniones del gabinete de Grant cuando el fiscal general de los Estados Unidos de Grant Amos T. Akerman habló de las atrocidades del Klan contra ciudadanos negros.

### Años posteriores
Tras dejar el gabinete, volvió a trabajar como abogado en la ciudad de Nueva York.
Fish murió en Glen Clyffe, su finca cerca de Garrison, Nueva York, en Putnam County, Nueva York, en el Valle Hudson.

## Parientes conocidos
- A través de su antepasado Gilbert Livingston (nació en 1690) fue primo segundo del senador Prescott Bush y su hijo George H. W. Bush y nieto George W. Bush, ambos presidentes de los Estados Unidos.
- Uno de sus hijos, nieto y bisnieto (todos llamados Hamilton Fish) fueron parte de la Cámara de Representantes de los Estados Unidos por Nueva York:
  - Su hijo Hamilton Fish II (1849-1936)
  - Su  nieto Hamilton Fish III (1888-1991)
  - Bisnieto Hamilton Fish IV (1926-1996)
- Su tataranieto Hamilton Fish V se postuló para el Congreso en 1988 y 1994 pero fue derrotado. Junto a otras personas, Hamilton Fish V compró The Nation en 1977, y lo vendió en 1995. También es asesor de George Soros.
- Otro de sus hijos, Stuyvesant Fish, fue un importante ejecutivo de ferrocarriles.
- Otro de sus hijos, Nicholas Fish, fue un diplomático estadounidense.
  - El hijo de Nicholas, Hamilton Fish, graduado de Yale, participó en la Guerra Hispano-Estadounidense y murió en Las Guasimas, Cuba.
- Su sobrino Stuyvesant Fish Morris fue un físico de Nueva York
- Su sobrino nieto Hamilton F. Kean fue un senador de Nueva Jersey
- Su sobrino bisnieto Thomas Kean, fue Gobernador de Nueva Jersey
- Albert Fish (1870-1936), asesino en serie y caníbal, nacido Hamilton Fish en honor a su antepasado